# Julianca retia
Julianca retia is een mosdiertjessoort uit de familie van de Buffonellidae. De wetenschappelijke naam van de soort is voor het eerst geldig gepubliceerd in 1989 door Gordon.